# 大阪市立天王寺商業高等学校
大阪市立天王寺商業高等学校（おおさかしりつ てんのうじしょうぎょうこうとうがっこう）は、大阪府大阪市天王寺区に所在した市立の商業高等学校。

## 概要
通称・略称は「天商（てんしょう）」。商業系学科2学科（商業科・情報システム科）と英語科を併設した専門高等学校であった。終戦直後の一時期は普通科や家庭科も併設されていたが、短期間で廃止されている。
7時限授業を導入し、大阪市立大学や関西大学と高大連携もおこなっていた。
1880年に五代友厚が大阪・立売堀（現在の大阪市西区）に創立した大阪商業講習所がこの学校のルーツとなっている。学校では創立年を、大阪商業講習所の後身である大阪高等商業学校から大阪市立大阪甲種商業学校が独立開校した1912年としていた。
創立百周年にもあたる2012年に大阪市立市岡商業高等学校・大阪市立東商業高等学校と統合し、大学との7年一貫教育を視野に入れた高度な商業教育をおこなう大阪市立大阪ビジネスフロンティア高等学校を天王寺商業高等学校敷地に開設。これに伴い天王寺商業高等学校は2012年度以降の新入生募集を停止し、最後の在校生が卒業した2014年3月をもって閉校となった。

## 沿革

### 創立前史
学校の源流は、1880年11月に大阪・西区立売堀北通3-17（現在の大阪市西区阿波座2丁目2番・阿波座南公園）に設置された大阪商業講習所にさかのぼる。1881年7月に大阪府に移管され、府立大阪商業講習所と称した。
1885年には府立大阪商業学校へと改編されたのち、1889年の大阪市の発足に伴い大阪市に移管され、大阪市立大阪商業学校となった。1892年には大阪市北区堂島浜通2丁目に校舎を構えている。
1901年には市立大阪高等商業学校に改編され、附属甲種商業科を設置した。附属甲種商業科が天王寺商業高等学校の直接的なルーツとなる。
1909年に北の大火で堂島校舎を焼失した。江戸堀に仮校舎を設置したのち、1912年5月に大阪市南区天王寺烏ヶ辻町（現・天王寺区烏ヶ辻）の現在地に移転している。

### 天王寺商業学校
大阪市会は1912年2月、市立大阪高等商業学校から附属甲種商業科を分離し、大阪市立大阪甲種商業学校を設置する決議をおこなった。大阪商業学校は高等商業学校内に併設されることになった。1912年3月19日付文部省告示第70号および1912年3月30日付大阪市告示第35号により設置が認可され、1912年4月1日付で大阪市立大阪甲種商業学校が開校した。当初は3年制だった。
1917年には予科2年・本科3年の5年制へ改編されている。1918年4月には新校舎が落成した。
大阪市立第二商業学校（のちの大阪市立市岡商業高等学校）の開校に伴い、1919年4月に大阪市立第一商業学校へ改称した。1921年6月には大阪市立天王寺商業学校へ改編され、予科を廃止して本科5年制となった。1934年9月21日の室戸台風では校舎に被害を受けている。
太平洋戦争中には戦時政策により、全国の商業学校は1944年、工業学校への転換を命じられた。しかし天王寺商業学校については工業学校への転換をおこなわずに商業学校として存続した。また1944年には勤労動員も開始され、生徒は近隣の工場へと動員された。
1945年6月の大阪大空襲により校舎を全焼した。被災直後に生野区・勝山国民学校（現在の大阪市立勝山小学校）に移転し、さらに終戦後の1945年11月には南区瓦屋町・金甌国民学校（現大阪市立中央小学校敷地）に移転した。

### 御津女子商業学校

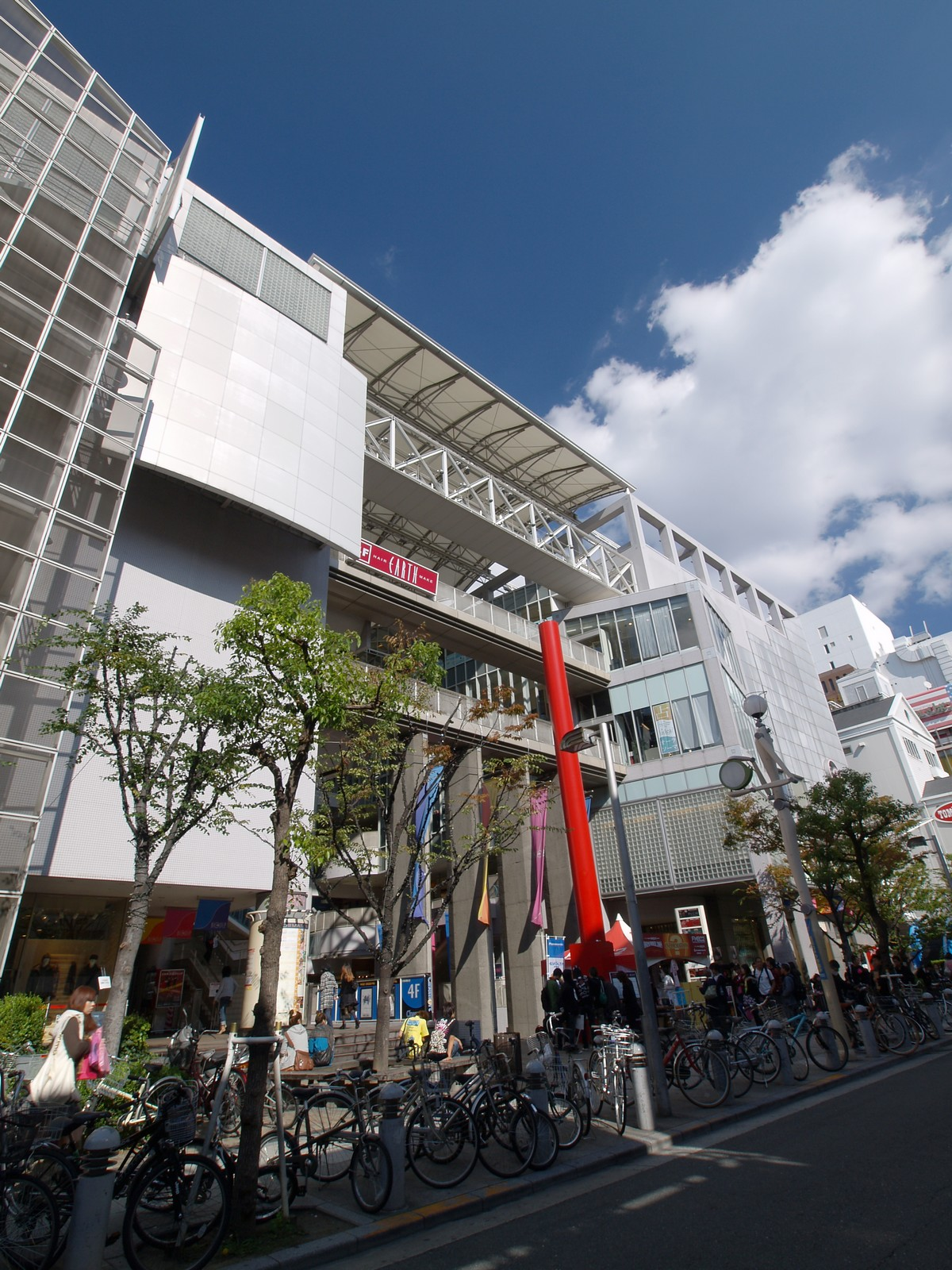
御津女子商業学校跡地（2008年、ビッグステップ）

太平洋戦争中の戦時政策により大半の商業学校が工業学校へと転換されたことを受け、大阪市では女子商業学校増設を実施して戦争体制に備える策をとった。校舎を新設する余裕はなかったため、既存の国民学校（小学校）を近隣校に統合させる形で廃校にして、空いた校舎を女子商業学校として転用する策をとった。
そのうちの1校として、南区・御津国民学校を廃校にして校舎を転用し、1944年に御津女子商業学校を開設した。御津女子商業学校は南区西清水町（現在の住所表示では中央区西心斎橋。いわゆるアメリカ村界隈）にあった。

### 天王寺商業高等学校
学制改革により、1947年には併設中学校を設置し、旧制商業学校2年・3年の生徒を新制中学校へと移行した。次いで1948年には新制高等学校制度の発足により、大阪市立天王寺商業高等学校となった。
大阪市では市立の旧制中等教育学校について、形式上すべて新制高等学校へと移行させるが、合併などによって整理するとしていた。1944年に創立した大阪市立御津女子商業学校は、形式上大阪市立御津商業高等学校となった。
新制高等学校では男女共学を実施することにしていた。大阪府では近隣校の生徒交流での共学化を軸にしながらも、男子学校と女子学校を合併する方式、および入学試験で男女共学として募集する方式も適宜採用された。旧制男子商業学校だった天王寺商業高等学校では、女子校だった御津商業高等学校（御津女子商業学校）との合併で男女共学を実施することになった。
1948年に金甌校舎で天王寺商業・御津商業の2校同居が始まり、1948年10月に御津商業の女子生徒を天王寺商業に編入することで事実上2校が合併した。書類上は1951年に正式に御津商業高等学校を廃止・合併している。
御津女子商業学校跡地は大阪市立南中学校となったが、南中学校は1986年に別の場所に移転している。跡地にはビッグステップが建設されている。
新制高等学校として発足した当初は、商業科のほか普通科・家庭科を併設する総合制課程をとった。しかし普通科・家庭科は2年後の1951年に募集を停止し、在校生が卒業した1953年3月限りで廃止されている。
大阪大空襲による校舎焼失のため、1945年以降南区・金甌小学校の仮校舎で授業をおこなっていた。1950年代になり烏ヶ辻の現在地での校舎再建工事がおこなわれ、1958年に現在地へと移転している。
1990年には情報システム科を新設し、また1997年には英語科を新設している。

### 統廃合計画
大阪市教育委員会は2004年、大学や産業界と連携して、高度な専門性を持つ商業人の育成や、高校・大学の7年間を見据えた商業教育などをおこなう新しいタイプの市立商業高等学校を、既存校の統廃合で設置する構想を発表した。2004年の時点では、具体的な統廃合対象校については未定の状態だった。
大阪市教育委員会は2007年6月、新商業高等学校（のちの大阪市立大阪ビジネスフロンティア高等学校）の開校計画時期を発表。新商業高校は既存の大阪市立天王寺商業高等学校・大阪市立市岡商業高等学校・大阪市立東商業高等学校の3校を統合して、従来の天王寺商業高等学校の場所に2012年4月の開校を目指すとした。2012年に新商業高校・大阪市立大阪ビジネスフロンティア高等学校の新校舎が完成した。
大阪ビジネスフロンティア高等学校の設置準備に伴い、英語科は2010年度から、商業科・情報システム科は2012年度からいずれも募集停止となった。2012年度から市岡商業高等学校・東商業高等学校の在校生も新商業高校内の新校舎に移転し、新商業高校・天王寺商業高等学校とともに新商業高等学校の校舎の共用を開始した。

### 年表
- 1880年11月 - 大阪商業講習所が設立される。
- 1901年 - 大阪市立大阪高等商業学校に改編され、同校内に附属甲種商業科を設置。
- 1911年 - 現在地に移転。
- 1912年 - 附属甲種商業科が大阪市立大阪甲種商業学校として独立開校（学校創立）。
- 1919年 - 大阪市立第一商業学校と改称。
- 1921年 - 大阪市立天王寺商業学校と改称。
- 1945年 - 戦災で校舎が焼失、1958年まで大阪市立金甌小学校（現在の大阪市立中央小学校）に設置された仮校舎に移転。
- 1948年 - 学制改革により、大阪市立天王寺商業高等学校となる。商業科、普通科、家庭科を設置。大阪市立御津商業高等学校（旧・大阪市立御津女子商業学校）との合併で男女共学化。
- 1953年 - 普通科、家庭科を廃止。商業科単科の高等学校となる。
- 1958年 - 現在地に校舎を再建、仮校舎から移転。
- 1990年 - 情報システム科を新設。
- 1997年 - 英語科を新設。
- 2010年 - 英語科の募集停止。
- 2012年 - 商業科・情報システム科の募集停止。
- 2014年 - 閉校。

## 出身者
- 青木倫太郎 - 関西学院大学名誉教授（天王寺商業学校）
- 浅香あき恵 - 吉本新喜劇
- 大栗裕 - 作曲家（天王寺商業学校）
- 大谷晃一 - 作家、帝塚山学院大学元学長（天王寺商業学校）
- 桂文枝 (5代目) - 落語家（天王寺商業学校）
- 河内仙介 - 小説家（大阪甲種商業学校）
- 北野熊喜男 - 経済学者、神戸大学名誉教授（天王寺商業学校）
- 黒田暲之助 - コクヨ名誉会長（天王寺商業学校中退）
- 斎藤末逸 - プロ野球選手（天王寺商業学校）
- 辰巳柳太郎 - 俳優（大阪甲種商業学校中退）
- 建部正義 - 経済学者
- 竹山健二 - 新日本監査法人理事長
- 田村駒治郎 - 実業家、松竹ロビンスオーナー（天王寺商業学校）
- 坪内道典 - プロ野球監督・選手（松山商業学校から転校、天王寺商業学校）
- 東光武三 - 外交官（天王寺商業学校）
- 鳥井信治郎 - サントリー創業者（大阪商業学校）
- 中島栄次郎 - 評論家（天王寺商業学校）
- 根津清太郎 - 商人
- ピンアップ敦子 - 音楽ショウ（中退）
- 藤本安之 - サッカー選手
- 北条秀司 - 劇作家（大阪甲種商業学校）
- 吉岡ユリ - 女優

## 関係者
- 宇野正美 - 株式会社リバティ情報研究所所長。元同校社会科教師。
- 大栗裕 - 作曲家。元大阪フィルハーモニー管弦楽団ホルン奏者。元京都女子大学教授。天王寺商業学校吹奏楽部（天商バンド）出身。

## 交通
- 大阪環状線 桃谷駅 南西へ約500m。